# John Stuart Hepburn Forbes
John Stuart Hepburn Forbes (1804–1866) est un baronnet écossais, propriétaire foncier, avocat et agriculteur. Son nom apparaît parfois sous le nom de Hepburn-Forbes.

## Biographie

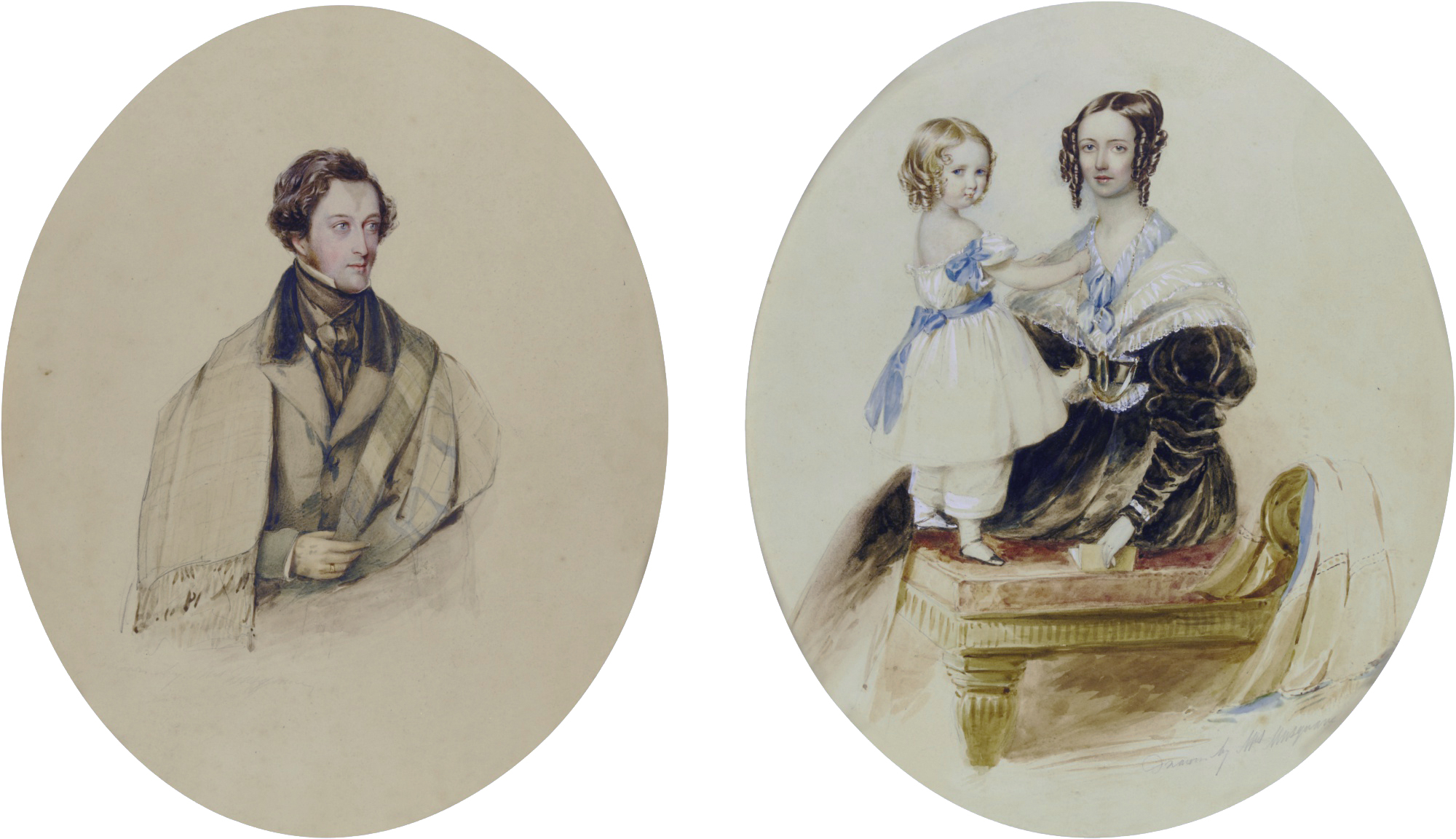
John Stuart Hepburn-Forbes et sa femme et sa fille

Il est né à Dean House dans l'ouest d'Édimbourg le 25 septembre 1804, fils de Williamina Belches Stuart d'Invermay et de William Forbes de Monymusk et Pitsligo, 7e baronnet. James David Forbes est son frère cadet. Il étudie le droit à l'Université d'Édimbourg et se qualifie comme avocat en 1826.
À la mort de son père en 1828, il devient le 8e baronnet et reprend la maison familiale au 86, rue George. Son domaine est à Fettercairn.
En 1833, il est élu membre de la Royal Society of Edinburgh, présenté par Thomas Charles Hope.
Il est décédé à Londres le 28 mai 1866. Sans héritier masculin, la baronnie passa à son neveu, William Stuart Forbes (1835-1906), fils de Charles Hay Forbes, qui est par la suite titré 9e baronnet.

## Famille
En 1834, il épouse Harriet Louisa Anne Kerr (morte en 1884), fille de William Kerr (6e marquis de Lothian). Ils ont une fille, Harriet Williamina Hepburn-Forbes (1835-1869), qui est la mère de Charles Hepburn-Stuart-Forbes-Trefusis.

## Publications
- Sur les constitutions et les statistiques des sociétés amies des comtés d'Aberdeen, Banff et Kincardine
- Sur la météorologie agricole